# Tratado de Blois (1504)
 Tratado de Blois (desambiguación)

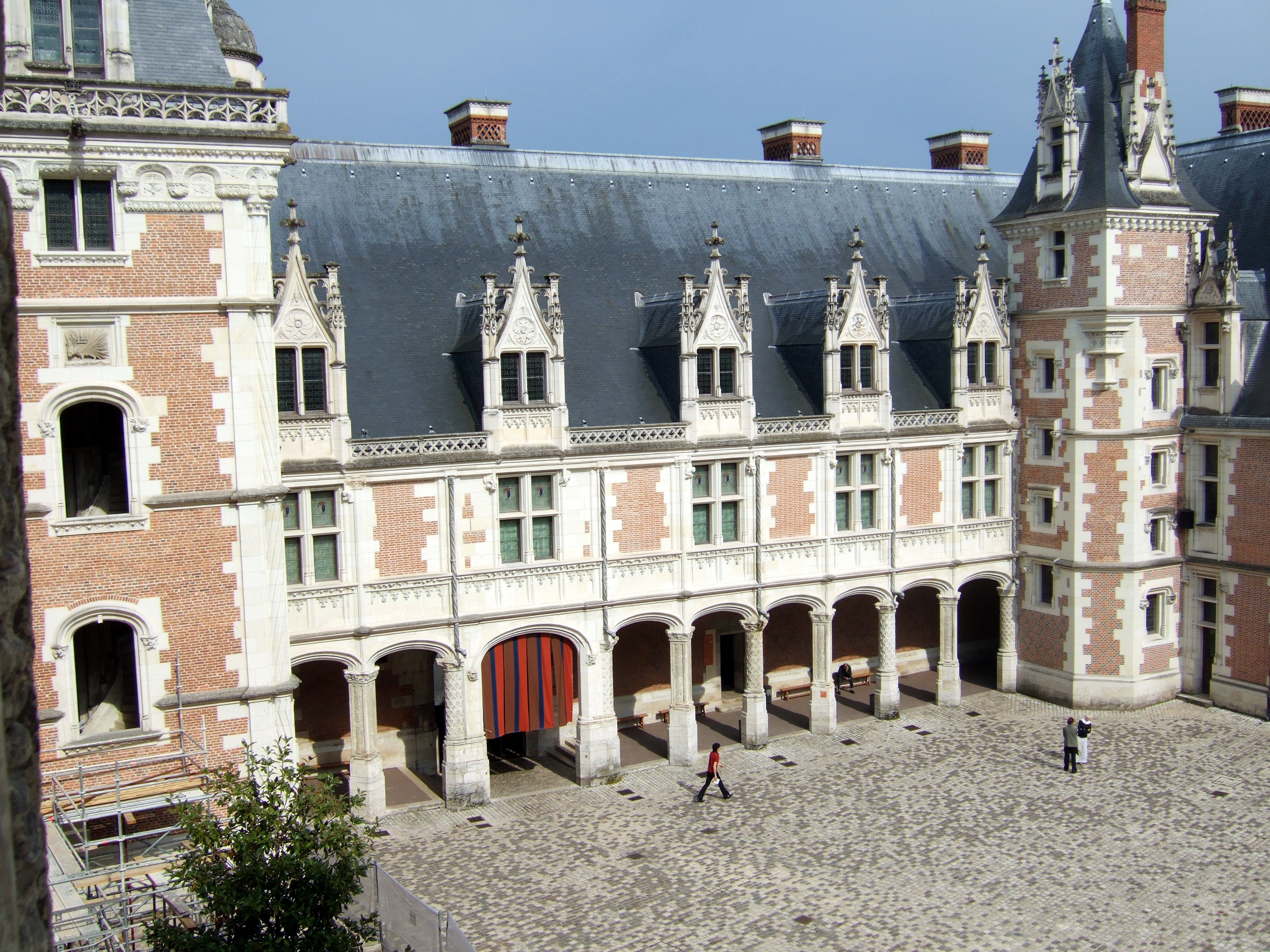
Castillo de Blois, escenario de los cuatro tratados de Blois.

El primer Tratado de Blois, firmado el 22 de septiembre de 1504, contenía cláusulas públicas y secretas concertadas entre Luis XII de Francia y el emperador del Sacro imperio Maximiliano y su hijo Felipe el Hermoso. En él se acordó el matrimonio entre Carlos de Habsburgo, hijo de Felipe el Hermoso y Juana la Loca, futuro Carlos I de España y Claudia de Francia, hija de Luis XII y Ana de Bretaña. 
Además del enlace, se pactaba que si el rey francés moría sin descendencia masculina que le sucediera, la pareja recibiría como dote el ducado de Milán, de Génova y sus territorios, los condados de Asti y Blois, el ducado de Borgoña, los vizcondados de Auxonne, Auxerrois, Mâconnais y Bar-sur-Seine.
Asimismo, Luis XII se comprometía a respaldar las demandas que pretendía hacer Felipe el Hermoso sobre el trono de Castilla, con lo que conseguía un enfrentamiento entre Fernando el Católico y su yerno y una posición ventajosa para Francia si se llegaba a romper la unión entre los reinos de Castilla y Aragón. 
Los Estados Generales reunidos en Tours ante la probable situación de que tales territorios pasaran a la Corona española pidieron a Luis XII que lo anulara, por lo que se canceló dicho matrimonio, casándose Claudia de Francia, con su primo y sucesor de su padre, Francisco I de Francia.